# Otto Becker
Otto Becker (n. 3 decembrie 1958, Großostheim, Bavaria, Germania) este un sportiv german, medaliat olimpic. A participat la două ediții ale Jocurilor Olimpice (2000, 2004) în care a câștigat o medalie de aur și o medalie de bronz.